# Марко Андреєв
Марко Андреєв (болг. Марко Андреєв; нар. 18 лютого 1872, Шумен — 1954, Софія) — болгарський військовик, генерал-майор, учасник Балканських воєн та Першої світової війни (1915-1918).

## Біографія
Народився 18 лютого 1872 в селі Ченгел, сьогодні в межах міста Шумен. 1882 закінчив четверту школу у Шумені, а 1885 державну школу у Варні.
27 серпня 1889 вступив на військову службу до Національного військового університету імені Васила Левски, який закінчив 2 серпня 1892, отримав звання лейтенанта і направлений на службу в артилерію. 2 травня 1902 підвищений до капітана.
1905 як капітан 1-го артилерійського полку, вступив на навчання в Миколаївську академію Генерального штабу, яку закінчив 1908. Після закінчення академії, повернувся до Болгарії, а 30 грудня 1908 отримав звання майора.

## Перша світова війна (1915—1918)
Під час Першої світової війни (1915—1918) служив начальником штабу 3-ї піхотної Балканської дивізії (2 вересня 1915 — 30 червня 1916), а з 30 червня 1916 по 30 листопада 1916 командував 32-ю піхотою Загорський полку. 30 листопада 1916 був призначений начальником оперативного відділу штабу армії, де служив до 16 травня 1917. 14 липня 1917 отримав звання полковника.
Помер у 1954 в Софії.

## Звання
- Лейтенант (1 січня 1896)
- Капітан (2 травня 1902)
- Майор (30 грудня 1908)
- Підполковник (14 липня 1913)
- Полковник (16 березня 1917)
- Генерал-майор (31 грудня 1935)